# Gonolobus bakeri
Gonolobus bakeri är en oleanderväxtart som beskrevs av Rudolf Schlechter. Gonolobus bakeri ingår i släktet Gonolobus och familjen oleanderväxter. Inga underarter finns listade i Catalogue of Life.